# Üsküdar Anadolu 1908 SK
Üsküdar Anadolu 1908 SK (vorheriger Name: Üsküdar Anadolu SK) ist ein Fußballverein aus dem Istanbuler Bezirk und Landkreis Üsküdar. Die Heimspiele trägt der Verein im Beylerbeyi 75. Yıl Stadium aus.

## Geschichte

### Gründung
Der Verein wurde 1907 unter der Führung des damals achtzehnjährigen Burhan Felek, einem später bekannten türkischen Journalisten und Schriftsteller, dessen Bruder Hüdai Bey und zehn bis 15 Freunden gegründet. Zu diesem Anlass hatten sich die Freunde in dem Haus der Feleks, welches sich in der İhsaniye Mahallesi im asiatischen Istanbuler Stadtteil Üsküdar befand, getroffen und die Vereinsgründung beschlossen. Fortan trafen sich die Jugendlichen bei den Feleks regelmäßig. Da zu dieser Zeit das Fußballspielen der Jugendlichen von vielen Familien nicht gerne gesehen wurde, wurde der Verein vorerst nicht angemeldet. Nach einem dieser Zusammenkünfte, bei dem Burhan Felek nicht anwesend war, wurden die Angehörigen festgenommen. Zu diesem Zeitpunkt trat die Zweite osmanische Verfassungsperiode in Kraft, welches ein Treffen von türkischen Jugendlichen strikt untersagte. Die Mitglieder wurden zwar, nachdem sie erklärt hatten, sie seien der Vorstand des Vereins Üsküdar Anadolu SK, wieder freigelassen, jedoch wurde Burhan Felek nahegelegt, den Verein behördlich anzumelden, um in Zukunft derartige Verhaftungen zu vermeiden. Daraufhin wurde der Verein 1908 als eingetragener Verein angemeldet, weshalb als Gründungsjahr 1908 geführt wird. 1908 wurde erwogen, mit dem Istanbuler Traditionsverein und dem Verein des Nachbarstadtteils Kadıköy Fenerbahçe zu fusionieren, die Fusion kam dann doch nicht zustande. Während die Vereinsfarben während der Gründung auf Grün und Gelb festgelegt wurden, wurden sie später auf Grün und Weiß geändert.

### Die ersten Jahre
Nach der Vereinsgründung nahm der Verein bis ins Jahr 1914 an der Cuma Ligi (dt. 'Freitagsliga') teil. Aufgrund der Besetzung Istanbuls im Rahmen der Türkischen Befreiungskriege durch die Triple Entente befanden sich zu dieser Zeit viele Mannschaften der Besatzungsmächte. Während die ausländischen Teams in der Pazar Ligi (dt. Sonntagsliga) spielten, spielten die türkischen Teams in der Freitagsliga. Lediglich Fenerbahçe Istanbul und Galatasaray Istanbul spielten in der Pazar Ligi und errungen da mehrere Erfolge gegen die Teams der Besatzungsmächte. Die anderen türkischen Teams weigerten sich zum Teil mit den ausländischen Teams in einer Liga zu spielen.
Bis zur Spielzeit 1914/15 stellen alle Teams der Besatzungsmächte nach und nach den Spielbetrieb ein, sodass in dieser Spielzeit zum ersten Mal eine rein-türkische Liga gespielt werden konnte. So wurde zum Sommer 1914 mit der İstanbul Futbol Birliği Ligi (dt. 1. Istanbuler Fußballliga) seit der Besatzung Istanbuls wieder eine erste Istanbuler Fußballliga mit rein einheimischen Teams gegründet. Außer Fenerbahçe, die mit der Begründung einen schwachen Kader zu haben, an der Liga nicht teilnahmen, nahmen alle größeren Team, darunter auch Üsküdar Anadolu SK, an dieser Liga teil. Für Fenerbahçe nahm stattdessen Süleymaniye Sirkeci SK an der Liga teil. Fenerbahçe nahm stattdessen an ebenfalls neu gegründeten aber weniger beachteten İstanbul Şampiyonluğu Ligi (dt. Istanbuler Meisterschaftsliga).
Bereits nach einer Spielzeit fusionierten beide Ligen zu der neuen Cuma Ligi. Üsküdar Anadolu nach bis ins Jahr 1923 entweder an der Cuma Ligi teil oder ab 1919 bis 1923 an der İstanbul Türk İdman Birliği Ligi bzw. Pazar Ligi. In beiden Ligen befanden sich jede Mannschaften, die es in die Cuma Ligi nicht schafften.
Nach dem Ende der Besatzung wurde im Sommer 1923 die İstanbul Futbol Ligi gegründet. In dieser Liga nahmen alle größeren Istanbuler Teams, darunter auch Üsküdar Anadolu, teil. Diese Liga existierte als höchste Istanbuler Liga und die Prestige-reichste Liga der Türkei bis zum Sommer 1952. Diesen Status verlor die Liga im Sommer 1952 mit der Gründung der İstanbul Profesyonel Ligi. Alle größeren Teams wie Beşiktaş Istanbul, Galatasaray Istanbul, Fenerbahçe Istanbul, Vefa Istanbul etc. verließen die İstanbul Futbol Ligi und spielten fortan in der İstanbul Profesyonel Ligi. Üsküdar Anadolu blieb in der İstanbul Futbol Ligi und spielte hier bis in die 1970er Jahre. Während dieser Zeit verlor man den Anschluss zu den großen Istanbuler Vereinen und fristete eher ein Dasein in den Amateurligen.

### Einstieg in den Profifußball
Zur Saison 1970/71 erreichte Anadolu SK die Teilnahme an der dritthöchsten türkischen Spielklasse, der 3. Lig, un damir die erste Teilnahme an einer Profiliga. In dieser Liga spielte man bis zum Sommer 1977 und stieg nach dem verpassten Klassenerhalt wieder in die regionale Amateurliga ab. Nachdem im Sommer 1980 die 3. Lig abgeschafft und mit der zweithöchsten Spielklasse, der 2. Lig, zusammengelegt wurde, stiegen die Meister der regionalen Amateurligen direkt in die 2. Lig. So erreichte Anadolu SK im Sommer 1981 durch die Amateurligameisterschaft die erste Teilnahme der Vereinsgeschichte an der 2. Lig. In dieser Liga spielte man die nächsten sechs Spielzeiten lang und stieg zum Sommer 1987 in die 1984 wieder eingeführte 3. Lig ab.
Nachdem der Verein die Drittligaspielzeit 1990/91 als Meister der Gruppe 9 beendet hatte, stieg man nach vierjähriger Abstinenz wieder in die 2. Lig auf. In die 2. Lig aufgestiegen, spielte man vier Spielzeiten gegen den Abstieg. Nachdem man drei Spielzeiten den Klassenerhalt erreichte, verpasste man ihn in der Zweitligaspielzeit 1994/95 und musste den Weg in die 3. Lig antreten.
Die nachfolgenden sechs Spielzeiten spielte der Verein in der dritthöchsten Spielklasse. Im Sommer 2001 verpasste man durch den vorletzten Tabellenplatz auch hier den Klassenerhalt und stieg nach 20 Jahren wieder in die regionale Amateurliga absteigen musste.

### Übernahme vonÖz Sahrayıceditsporund Namensänderung inÜsküdar Anadolu 1908 SK
Im Sommer 2000 wurde der damalige in Üsküdar ansässige Zweitligist Öz Sahrayıceditspor von der Bezirksverwaltung Üsküdars aufgekauft. Nachdem Üsküdar Anadolu SK zum Sommer 2001 in die regionale Amateurliga abgestiegen war, versuchte man Öz Sahrayıceditspor in Üsküdar Anadolu SK umzunennen und so die weitere Teilnahme von Üsküdar Anadolu SK in den professionellen Ligen zu ermöglichen. Der türkische Fußballverband (TFF) lehnte diese geplante Namensänderung ab. Stattdessen änderten die Verantwortlichen Öz Sahrayıceditspor in Üsküdar Anadolu 1908 SK um und erreichten die Zusage vom nationalen Verband. Im neuen Vereinsnamen kam lediglich der Zusatz 1908 hinzu, wobei das Vereinslogo und die Vereinsfarben von Üsküdar Anadolu SK ohne Änderung übernommen wurden. Das eigentlich Üsküdar Anadolu SK wurde als Zweitmannschaft weitergeführt und spielte in den Istanbuler Amateurligen weiter. Dabei werden beim TFF beide Teams als zwei separate Vereine geführt. Unter diesem neuen Namen spielte der Verein bis zum Sommer 2006 in der TFF 2. Lig und stieg anschließend in die vierthöchste türkische Spielklasse, die TFF 3. Lig, ab.

### Neuzeit
Seit etwa Mitte der 2000er Jahre ist der Klub die Zweitmannschaft des Erstligisten Sivasspor. Sivasspor verleiht zu günstigen Konditionen Jungtalente an Üsküdar Anadolu, um diesen Spielern Spielpraxis in einer Profiliga zu ermöglichen. Unter anderem spielten Ziya Erdal, Muhammed Ali Atam und Burçağ Başel für Üsküdar Anadolu, bevor sie sich bei Sivasspor etablieren konnten.
Im Frühjahr 2013 wurde bekannt, dass die Stadtverwaltung das Stadium des Vereins beschlagnahmte.
In der Viertligasaison 2014/15 lieferte sich die Mannschaft mit Sakaryaspor und Ankara Demirspor ein Kopf-an-Kopf-Rennen um die Meisterschaft. Nachdem die Herbstmeisterschaft an Sakaryaspor vergeben wurde, übernahm der Verein am 27. Spieltag die Tabellenführung und beendete die Spielzeit souverän als Meister. Damit stieg der Klub nach neun Jahren wieder in die dritthöchste türkische Spielklasse, in die TFF 2. Lig, auf. Zwei Spielzeiten später verfehlte die Mannschaft durch den erreichten 16. Tabellenplatz den Klassenerhalt dieser Liga und stieg wieder in die TFF 3. Lig ab.

## Erfolge (Auswahl)
- Meister der TFF 3. Lig und Aufstieg in die TFF 2. Lig: 2014/15

## Ligazugehörigkeit
- 2. Liga: 1981–1987, 1991–1995, 2000–2001
- 3. Liga: 1970–1977, 1987–1991, 1995–2000, 2001–2006, 2015–2017
- 4. Liga: 2006–2015, seit 2017
- Regionale Amateurliga: bis 1970, 1977–1981

## Bekannte ehemalige Spieler
- Yunus Akman
- Caner Hüseyin Bağ
- Burçağ Başel
- Sait Karafırtınalar
- Kerem Alışık
- Muhammed Ali Atam
- Selim Özer
- Orkun Uşak
- Eser Özaltındere
- Samed Kartal
- Bülent Uygun
- Ziya Erdal
- İsmail Demirci
- Necdet Ergün

## Bekannte ehemalige Trainer
- Cafer Aydın
- Ali Eren Beşerler
- Adnan Dinçer
- Tuncay Soyak (August 2003 – Oktober 2003)